# Bernard J. S. Cahill

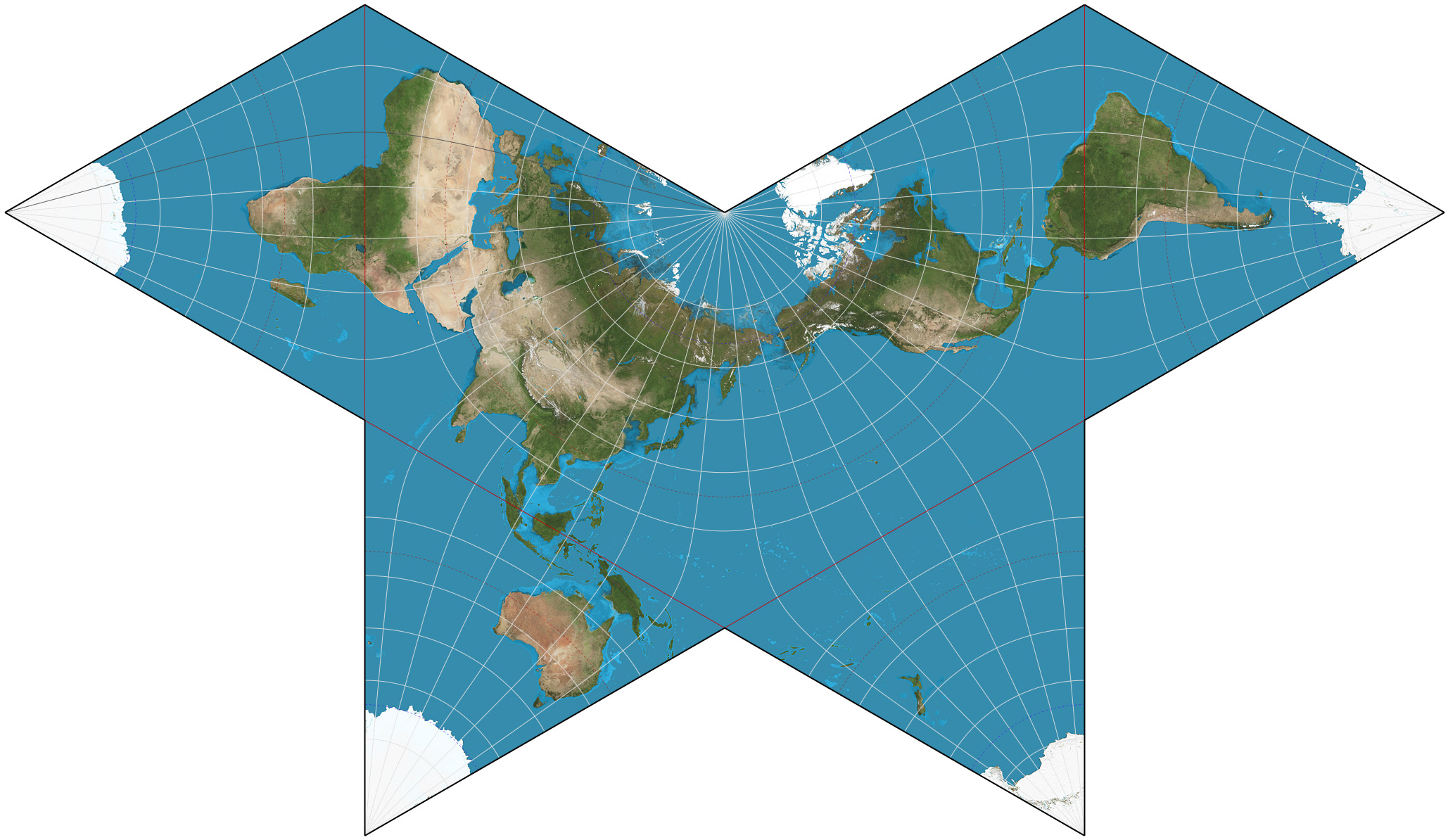
Mapa de mariposa de Cahill, versión conforme de la proyección. 157° 30′ E como meridiano central

Bernard Joseph Stanislaus Cahill (Londres, 30 de enero de 1866–Condado de Alameda, 4 de octubre de 1944), cartógrafo y arquitecto estadounidense, fue el inventor del "Mapa de Mariposa" octaédrico (publicado en 1909 y patentado en 1913). Así mismo, diseñó hoteles, fábricas y mausoleos como el Columbario de San Francisco.
Su Mapa Mundial de Mariposa, como el mapa Dymaxion posterior de Buckminster Fuller de 1943 y 1954, permitió que todos los continentes fueran ininterrumpidos y con una fidelidad razonable a un globo. Cahill demostró este principio al inventar también un globo de pelota de goma que podría aplanarse debajo de un panel de vidrio en forma de "mariposa", y luego volver a su forma de bola.
Gene Keyes desarrolló una variante en 1975, la proyección Cahill-Keyes. 